# 伊斯兰国相关事件年表
伊斯兰国相关事件年表列出伊斯兰国及其前身自2003年以來的相關事件。

## 早期
伊斯蘭國前身是約旦人阿布·穆萨布·扎卡维領導的「統一聖戰組織」，2004年9月该组织宣誓效忠基地組織。此后外界稱之為「伊拉克基地組織」。

### 2003年
- 11月12日，位于伊拉克南部的纳西里耶（Nasiriyah）的意大利宪兵总部遭到自杀炸弹攻击，30人死亡。
- 12月27日，一次对伊拉克卡尔巴拉（Karbala）政府驻地的袭击，19人丧生。

### 2004年
- 2月19日，位于伊拉克南部小镇希拉（Hillah）的波兰驻军总部遭汽车炸弹袭击，10人死亡。
- 4月9日，26岁美国人尼克·伯格被绑架并与家人失去联絡，5月11日，被扣作为人质的伯格斩首影片在网上播出。
- 早于6月3日，33岁韩国人金鮮一被扣作为人质，6月23日被斩首。
- 6月12日，伊拉克外交部副部长库贝（Bassam Salih Kubba）在前往外交部上班途中遭武装分子扫射，伤势过重在医院死去；6月13日，伊拉克教育部文化联系主任卡迈勒·贾拉在同样情况下被枪手袭击身亡。
- 8月24日，发生两件爆炸事件，袭击目标分别是伊拉克教育部长萨米·穆扎法尔和环境部长迈什卡特·穆门，两人都逃过一劫，但造成至少5人死亡。
- 9月4日，伊拉克北部石油重镇基尔库克发生自杀式汽车炸弹袭击，一所警察学院4日遇袭，20死36伤。
- 9月5日，在巴格达附近发动了自杀式爆炸袭击，50多名伊拉克军警和美军士兵死亡，60多人受伤。
- 9月6日，“统一圣战组织”在一个伊斯兰网站上发表声明承认，9月6日袭击了驻伊美军车队。美军官员说，在此次袭击中，7名美国海军陆战队员和3名伊拉克士兵当场身亡。
- 9月14日，巴格达市中心一处警察局附近发生汽车炸弹爆炸，至少47死114伤。
- 9月20日，据信“统一圣战组织”头目扎卡维本人在9月20日亲手将美国人质尤金·阿姆斯特朗斩首；9月25日，据称已将被绑架的英国工程师肯尼思·比格利斩首，同时新抓获了7名英军士兵作人质。

### 2006年
- 6月7日，领导人扎卡维在美军空袭中被炸死。
- 6月12日，伊拉克基地组织在网上发表声明称，由新领导人阿布·艾尤卜·穆哈吉爾，接替扎卡维的地位。[2]
- 9月3日，伊拉克国家安全顾问宣布，伊拉克基地组织二号人物哈米德·朱马·法里德·赛义迪于几天前被伊安全部队逮捕。[3]9月4日，与基地组织有关系的圣战者协商委员会在网站上发表声明，否认伊拉克基地组织二号人物被捕，赛义迪不是伊拉克基地组织的重要人物。[4]
- 9月14日，伊拉克内政部宣布，伊拉克安全部队已经击毙了伊拉克基地组织头目穆哈吉爾的高级助手阿布·加法尔·利比。[5]

## 伊拉克伊斯蘭國
2006年10月13日，「伊拉克伊斯蘭國」宣告成立。

### 2010年

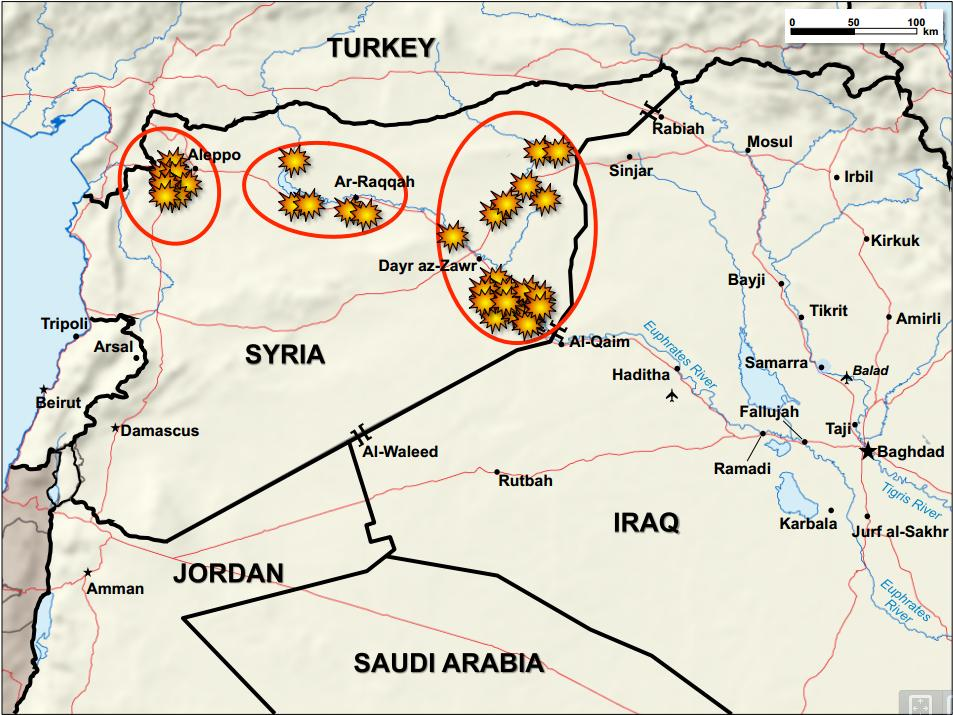
2014年9月24日，美国在伊拉克和叙利亚空袭伊斯兰国势力。

- 2010年4月18日，在薩拉赫丁省首府提克里特附近伊拉克基地組織領導人穆哈吉爾被美國和伊拉克聯軍擊斃。[6]

## 伊拉克和沙姆伊斯蘭國
2013年4月，“伊拉克伊斯兰国”首領巴格達迪單方面宣佈該組織與“努斯拉陣線”（或譯「勝利陣線」）合并為“伊拉克和沙姆伊斯蘭國”（或譯“伊拉克和黎凡特伊斯兰国”），不過努斯拉陣線隨即表示反對合併。

### 2014年

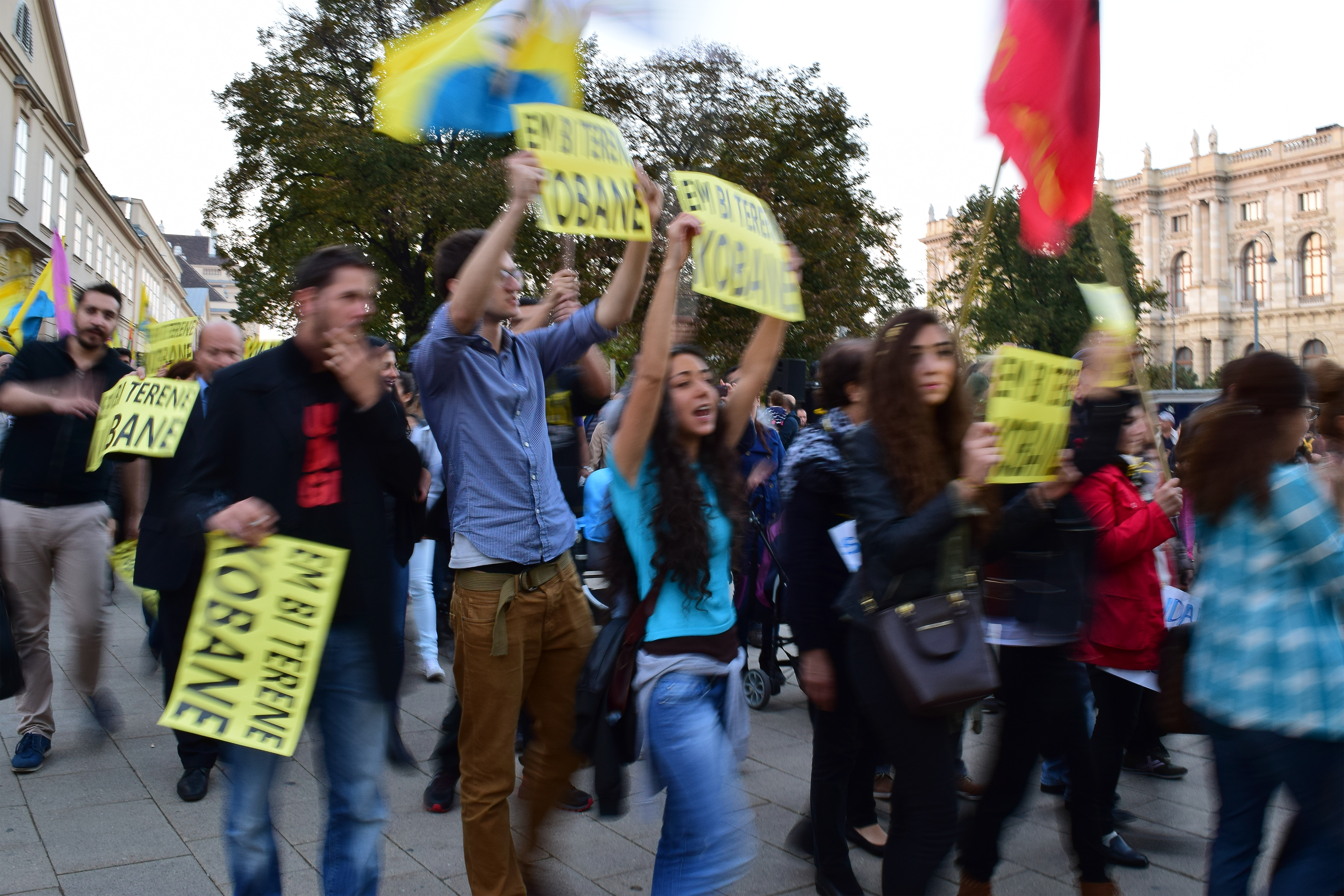
2014年10月10日，在奥地利维也纳的库尔德人开展抗议示威。

- 1月4日，占领伊拉克安巴尔省（Al Anbar）重镇费卢杰（Fallujah），費盧杰與巴格達之間小鎮卡爾馬（Karma）亦落於“伊拉克和沙姆伊斯蘭國”之手；安巴爾省首府拉马迪也有部分區域被該組織佔領[7]。
- 1月起，與叙利亚自由军等其它敘利亞反對派武裝交戰。此时努斯拉阵线打算自立，对基地组织建言要求将伊拉克和黎凡特伊斯兰国撤出叙利亚，而伊拉克和黎凡特伊斯兰国已将叙利亚作为自己地盘，不能容忍被努斯拉阵线抢走，于是两者决裂并展开火并。努斯拉阵线和叙利亚自由军合并成立伊斯兰阵线。
- 2月3日，“基地”组织发表声明，表示自己与伊拉克和黎凡特伊斯兰国毫无关系，称其不是基地组织的分支机构，不满他们的行为，并要求他们停止活动。[8]原因不仅由于伊拉克和黎凡特伊斯兰国手段过于极端，“基地”组织目的只是袭击欧美，对教派斗争没兴趣，而伊拉克和黎凡特伊斯兰国则要求建立政教合一的逊尼派国家并消灭什叶派。
- 4月，伊斯兰国攻占叙利亚北部城市拉卡，并宣称此城市为伊斯兰国“首都”。这促使大约17个叙利亚人成立了“拉卡正无声地被屠宰”组织，该组织成为伊斯兰国控制地区内独立而可靠的少数消息来源之一。[9]
- 6月8日，伊拉克总理马利基指责沙特阿拉伯和卡塔尔支持伊拉克反政府武装人员，称此举无异于向伊拉克“宣战”。[10]
- 6月10日，“伊拉克和黎凡特伊斯兰国”攻占伊拉克北部尼尼微省首府摩蘇爾，在摩蘇爾銀行截獲4.29億美元巨款，並佔據當地的土耳其領事館，土耳其領事和職員等48人被挾持。武裝分子亦向其他地區推進，已進入煉油業重鎮拜伊吉，並進迫首都巴格達。總理馬利基要求國會頒布緊急狀態令，摩蘇爾約有50萬居民淪為難民，緊急逃往尼尼微省其它地區或庫德族控制區域避難。
- 6月11日，“伊拉克和黎凡特伊斯兰国”攻陷位於伊拉克北部的前總統薩達姆·海珊故鄉薩拉赫丁省首府提克里特市，並放走囚禁在監獄的數百名犯人。[11][12]
- 6月12日，政府军弃守石油城市基尔库克，伊拉克库尔德族武装乘虛接管該市。[13]
- 6月14日，“伊拉克和黎凡特伊斯兰国”在北部萨拉赫丁省一次屠杀1700名政府军俘虏，并将处决现场照片发到网上，震惊世界。
- 6月18日，“伊拉克和黎凡特伊斯兰国”攻入伊拉克最大的拜伊吉煉油廠，並連日與政府軍激戰，以爭奪煉油廠。[14]將近所有15,000名工人和100名外國專家已經在前一日離開該煉油廠。[15]同日，5000名伊朗敢死队员进入伊拉克保卫卡尔巴拉。
- 6月19日，沙特阿拉伯外交大臣費薩爾19日說，伊拉克指責沙特支持恐怖主義而搞亂其國家是“荒唐可笑”。[16]
- 6月19日，据美国《华尔街日报》19日报道，美国官员称，奥巴马政府将收回对伊拉克总理马利基的支持。美方确信，这位什叶派领导人无法与伊拉克占少数的逊尼派和解，也无法稳定伊拉克动荡的政局。据报道，今年4月份选举之后马利基尝试组建一个执政联盟，但美国政府希望伊拉克政党能组建一个没有马利基参与的新政府。[17]
- 6月21日，“伊拉克和黎凡特伊斯兰国”於黎明前奪取了邊境城鎮卡伊姆（Qaim），武裝分子因此可以攜帶武器於伊拉克及敘利亞兩國間自由出入。 [18]
- 6月24日，一批叙利亚战机越过国境，轰炸伊拉克多个边区城镇。遇袭的城镇都受“伊拉克和黎凡特伊斯兰国”控制。叙利亚因此成为第一个空袭“伊拉克和黎凡特伊斯兰国”的国家。

## 伊斯蘭國

### 2014 年
2014年6月29日，巴格達迪宣布組織改稱為“伊斯蘭國”，自稱為該組織首任哈里发，并调兵继续向巴格达进军。同时又向沙特发出威胁，准备控制并接管沙特重要口岸阿尔阿尔，甚至威胁攻击圣地麦加。
- “伊斯蘭國” 「立國」後，公佈了宣稱領土的範圍，打算在五年內佔領西亞、北非和中非（南至喀麥隆、肯尼亞等）、中亞地區，還包括歐洲的伊比利半島、巴爾幹半島、克里米亞等地，以及巴基斯坦、印度和中國新疆、西藏。[19][20]（但有人对此有异议[21]）
- 受此極端恐怖組織影响，美国、沙特阿拉伯、伊朗纷纷作出回应。由于伊拉克将边境部队都调往防守巴格达，沙特在伊拉克边境部署3万兵力，以应对其向沙特渗透。据法新社报道，美国也向伊拉克调派无人侦察机和阿帕奇武装直升机，还准备向伊拉克空军提供4000枚“地狱火”导弹。伊朗提供的战机出现在伊拉克，以援助马利基政府。报道援引伦敦国际战略研究所的分析称，伊拉克军方於2014年7月1日接收了一批战机。根据伊军方公布的影片，从型号来看这批苏-25攻击机极有可能来自伊朗，其中一些战机上甚至还有伊朗国旗。
- 2014年7月，伊拉克和黎凡特伊斯兰国与伊拉克政府军（主要是什叶派）持续在伊拉克近郊展开拉锯战，在提克里特打起了巷战。
- 8月初，“伊斯蘭國”武裝分子擊敗尼尼微省的庫爾德族武裝，攻佔有大量少數宗教群體人口的辛賈爾、克拉克斯等城鎮，大量基督教徒、库尔德人和雅兹迪人被迫逃離家園。[22][23]
- 8月8日，应伊拉克政府的请求，美军开始对伊拉克北部的伊斯兰国武装分子发动空袭行动，这成为自2011年底美军撤离伊拉克以来，美国首次直接参與在伊拉克的军事行动。总统奥巴马说，美国之所以采取行动是为了防止发生针对少数族群的种族屠杀事件[24]。空袭的方式包括使用F/A-18战斗机使用的激光制导炸弹和无人战斗机[25]。
- 8月15日，联合国安理会全票通过第2170號決議。[26]同时英、法、澳等国均表示将为库尔德武装提供支援。[27]
- 8月中旬，“伊拉克和黎凡特伊斯兰国”在叙利亚东部代尔祖尔省共杀死了当地部族700人，因为他们拒绝和自己合作。[28]
- 8月20日，伊斯蘭國在互聯網上公布了被指顯示一名美國記者被斬首的錄像片段，以示對美軍空襲行動的報復。受害者據報是2012年底在敘利亞被抓的美國記者詹姆斯·佛利（James Foley）。[29][30]美國國防部隨後披露，美國總統奧巴馬曾於7月初批准美國特種作戰部隊開展秘密行動，設法營救詹姆斯·福利及其他一些被困在敘利亞當人質的美國人，但以失敗告終。約有20幾名士兵乘直升機空降至地面，由直升機和固定翼飛機在空中為其提供支援。特種部隊與武裝分子展開交火，一些伊斯蘭國的民兵被打死，沒有美國人在交火中死亡。但人質並不在目標位置，令這次營救行動因此失敗。[31][32]
- 8月24日，伊斯蘭國攻佔敘利亞政府軍位於拉卡省的塔布卡空軍基地，徹底控制拉卡省。雙方合計有超過500名士兵陣亡。[33][34]
- 9月2日，伊斯蘭國再公開另一位美國記者史蒂芬·索特洛夫被斬首的影片，片段尾部出現另一位人質大衛·海恩斯。[35]
- 9月13日，科巴尼之戰開始（至2015年1月結束）。
- 9月14日，伊斯蘭國公開英國人質大衛·海恩斯被斬首的影片，片段尾部出現另一位英國人質。[36]
- 9月18日，澳洲政府展開本土反恐行動，於雪梨、布里斯本等地逮捕15名疑與伊拉克和黎凡特伊斯蘭國有關的成員，該組織成員計劃在街頭隨機綁架一般民眾斬首示眾，抗議澳洲當局加入以美國為首的反伊拉克和黎凡特伊斯蘭國聯盟。[37]
- 法国总统奥朗德在9月19日发表公报说，法国“阵风”式战斗机当天上午开始行动，首次空袭了“伊斯兰国”位于伊拉克东北部的目标。法国也成为继叙利亚、美国、伊朗之后第四个对“伊拉克和黎凡特伊斯兰国”展开轰炸的国家。
- 9月21日，伊斯兰国发言人阿德纳尼上传一段42分钟的影片，鼓动支持者在支持美国和法国军事行动的国家“以任何方式”杀死美国人，或者欧洲人、澳大利亚人。同时比利时警方抓获一对土耳其裔荷兰夫妇，两人去过叙利亚参与圣战，他们图谋袭击欧盟总部。此外，布鲁塞尔和海牙警方同时搜查了两地的一些住所，比利时警方发现了枪支和护甲，荷兰警方则搜出了圣战分子宣传品。
- 美国国防部当地时间9月23日晚宣布，美国联合巴林、卡塔尔、沙特、约旦和阿联酋在当晚空袭“伊拉克和黎凡特伊斯兰国”总部拉卡，之后向邻近都由极端分子控制的区域，如代尔祖尔、哈塞克、伊德利卜、阿勒颇展開不同程度的轰炸，並空袭和基地组织有关系的努斯拉阵线。多国部队使用先进的战斗机、轰炸机和巡航导弹等武器装备，攻击了数十个地面目标，打死至少70名伊斯兰国成员和50名努斯拉阵线成员。在空袭前美国通过伊拉克大使通知了叙利亚驻伊拉克大使。
- 10月3日，利比亚东部城市德尔纳宣布效忠伊斯兰国，伊斯兰国拥有了首个海外据点。
- 10月6日，日本逮捕了4名准备去参加叙利亚战事的日本学生，这是首次发现有日本籍的圣战分子。[38]
- 10月9日，澳大利亚也展开对伊拉克和黎凡特伊斯兰国的空袭。
- 10月15日，马来西亚警方逮捕14名准备前往伊斯兰国参加圣战的人士。当中竟然包括14岁的中二生。有些更得到父母资助。加上这些马来西亚已有39名想前往叙利亚的圣战分子落网。目前确认已经死在中东战场上的马来西亚人共有6名。
- 11月2日，加拿大完成对伊拉克和黎凡特伊斯兰国的首次空袭。[39]
- 11月11日，伊拉克政府军收复萨拉赫丁省的石油重镇拜伊吉，并着手夺回提克里特。
- 12月8日，伊斯蘭國攻擊拉馬迪市政府大樓，被伊拉克政府軍擊退，23名武裝分子被擊斃。[40]
- 12月20日，库尔德武装出动8000人夺回了辛贾尔，但拜伊吉却被ISIL重新占领。
- 12月24日，伊斯蘭國以追熱防空飛彈擊落參與空襲的約旦F16戰機並俘虜約旦飛官卡薩斯貝（Maaz al-Kassasbeh），並且在網路上公布飛機殘骸和俘虜飛官的照片來證明[41]。敘利亞人權觀察組織第一時間證實了此事。不過對此美國軍方否認飛機是被伊斯蘭國擊落的，但拒絕說明真正墜毀的原因[42]。
- 因战局不利，部分ISIL外籍人员试图脱离前线回国。为稳定士气，该组织近期处决約一百名被认定意志动摇的战斗人员，部分来自中国新疆的圣战分子被指充當炮灰。[43]而且ISIL物资分配不公增多，贪腐现象也层出不穷。
- 一周激战之后，伊拉克军队在12月30日夺回祖卢耶和杜律亚两个城镇。[44][45]

### 2015年
- 1月20日，伊斯兰国在网上公布出一段最新人质影片，证实他们已绑架后藤健二和汤川遥菜两名日本公民，要求日方在72小时内交付2亿美元赎金，否则将处决人质；日本政府表示“不会向恐怖主义屈服”；[46]日本等地网民以绑架影片为创作素材大玩恶搞、甚至以ACG角色人物如《偶像大师》、《LoveLive》的角色图询问恐怖分子的Twitter帳号来调戏，迫使恐怖分子注销Twitter帳号。[47][48]
- 1月25日，出现的一段影片显示了两名日本人质中的汤川遥菜被伊斯兰国斩首后的尸体。[49]受害者父亲向公众表达自己儿子所为所带来的麻烦而抱歉。[50]
- 1月26日，经过四个月的激战，伊拉克政府军和什叶派民兵将伊斯兰国赶出了东部的迪亚拉省，同时伊斯兰国在土叙边境城镇科巴尼的攻势也被库尔德民兵成功阻截。这是伊斯兰国进军计划首次遭遇大的挫折。[51]
- 1月31日，被伊斯兰国绑架的日本人质后藤健二，在一段最近流放出来的影片中显示他已经被斩首。[52]
- 2月4日凌晨，伊斯蘭國發布影片，內容是約旦人質卡薩斯貝（Maaz al-Kassasbeh）被用火刑處決。并声称会造成更大的屠杀。[53]
- 2月5日，叙利亚一名男同性恋被伊斯蘭國处死。伊斯蘭國成员先将该男子蒙眼，之后将其从七楼推下，他没有死，之后伊斯蘭國成员向该男子施以石刑处死。[54]
- 2月10日，美国总统奥巴马发表声明，证实被极端组织伊斯兰国绑架的美国女人质凯拉·米勒已经死亡。米勒的家人当天也证实了她的死讯。伊斯兰国在上周称，米勒在约旦军机对叙利亚境内“伊斯兰国”目标的空袭中死亡。约旦否认米勒是在空袭中丧生的。[55]
- 2月14日，卡扎菲的故乡苏尔特被支持伊斯兰国的武装势力夺取，自此伊斯兰国正式在非洲站稳脚跟。
- 2月15日，伊斯兰国利比亚分支在社交网站上传影片，显示21名埃及科普特人被蒙面武装分子杀害。
- 2月17日，埃及為了報復伊斯蘭國斬首其21名國民，與利比亞空軍聯合空襲利比亞東北伊斯蘭國基地德納，擊中伊斯蘭國之軍營、訓練基地及軍火庫；約有40至50名伊斯蘭國成员被擊斃。
- 伊斯蘭國號稱將入侵意大利並攻佔羅馬，但消息一出被意大利網民戲稱別陷在車陣和坐嚴重延誤的火車班次來羅馬。
- 2月19日，韓國政府證實此前在土敘邊界失蹤的金姓少年已確定加入伊斯兰国，同時也在伊斯兰国發布的影片中發現疑似有位蒙面隊員正接受類似跆拳道動作的相關訓練，可能不只一位韓國人加入伊斯兰国。
- 2月25日，伊斯兰国的推特上放了一張臺北101和臺北市被毀滅的圖片，文中雖未點名是否真的鎖定台北市為目標，但中华民国政府表示有萬全的反恐準備[56]。但該圖據稱是引用比利時數位畫家迪羅（Jonas De Ro）2013年系列作品「世界大城…遭摧毀」。其中主題除台北外，還有東京、新加坡、香港、上海、杜拜、莫斯科等[57][58]。
- 伊斯蘭國在2月23日起，連續三日攻擊哈塞克省戰略要河哈布爾河沿岸的塔爾塔瑪爾地區的亞述人聚落，並俘虜最少220名亞述基督徒。[59]另外，伊斯蘭國更發放片段，展示他們的成員大肆破壞伊拉克摩蘇爾博物館的文物，包括公元前七世紀亞述帝國時期遺留的古蹟及古文物。[60]
- 3月8日，于西非活动的圣战组织博科聖地正式宣布效忠伊斯蘭國。
- 3月20日，伊斯兰国宣称制造了当天发生的也门爆炸袭击事件。也门官员21日称，截至目前，袭击已造成至少142死351伤。[61]
- 4月1日，伊拉克政府军和什叶派民兵在伊朗的协助下基本控制住提克里特，但同时伊斯兰国在利比亚的分支又占领了班加西和诺法利亚。
- 4月5日，伊斯蘭國控制敘利亞境內的雅爾矛克難民營大部分區域後，約有兩千人撤離。[62]伊斯兰国俘虏了在难民营里的一名哈马斯指挥官并将其斩首，数百名哈马斯的支持者表示要报仇。
- 4月12日午夜，韓國駐利比亞大使館遭開槍掃射，2死1傷，伊斯蘭國利比亞分支事後透過推特帳號坦承犯案。
- 4月19日，伊拉克政府軍自伊斯蘭國手中奪回薩拉赫丁省拜吉煉油廠的大部分廠區，已扭轉占領局部廠區的情勢。[63]
- 4月20日，15人在利比亞海灘遭斬首，另有15人在利比亚南部灌木丛被枪决，这些被处决的人是想偷渡到欧洲的埃塞俄比亚基督徒。处决场面被拍成影片通过伊斯蘭國其所屬媒體發佈，這部影片的性質和二月科普特人遭斬首的影片相似，衣索比亞新聞局長表示，衣索比亞政府譴責這種違反人權的暴行。
- 5月8日，伊拉克东部迪亚拉省的卡利斯镇发生越狱暴动，有31名囚犯和12名狱警在交火中死亡，另有200多名囚犯越狱。这些逃犯多数是伊斯兰国成员。
- 5月13日，伊拉克國防部發表聲明，表示伊斯蘭國二號人物阿拉·阿福里（Abu Ala al-Afri）死於聯軍空襲。[64]
- 5月16日，美國國防部和白宮表示，美國特種部隊在敘利亞東部的突擊行動中，擊斃了伊斯蘭國（IS）參與主管石油和金融事務的領導人沙亞夫（Abu Sayyaf）。[65]
- 5月17日，伊斯蘭國攻陷伊拉克最大省安巴爾省的首府拉馬迪，儘管駐守當地的伊拉克政府軍為伊斯蘭國的好幾倍，政府軍仍不顧上級命令倉皇逃離。[66]在摩蘇爾的伊斯蘭國居民聞訊後開心地大肆慶祝。
- 5月22日，一名自殺炸彈客闖入沙特阿拉伯東部省蓋提夫市艾卡迪村（al-Qadeeh）阿里教長（Imam Ali）清真寺，並於該處引爆炸彈。當時正在舉辦週五例行的主麻日禱告儀式。據表示，逾150人出席此次儀式，導致至少21人死亡。[67][68][69]自殺炸彈攻擊的結果，還導致50餘人受傷，這也是首宗在沙烏地阿拉伯發生的清真寺主麻日期間自殺攻擊案。[70][71][72]案發後，伊斯蘭國聲稱攻擊清真寺的「戰士」是其成員Abu Amer Al-Najdi，他引爆綁滿背部的炸藥。[73][74][75]一個伊斯蘭國的推特帳戶發布了一張圖像，聲稱是主兇的照片[76]。
- 6月5日，美國空軍透露一宗個案，指有IS成員上載自拍照，讓美軍成功鎖定IS總部位置，出動戰機轟炸。經過情報人員分析後，成功鎖定有關建築物位置，以美國為首的聯軍隨即派出戰機發射三枚飛彈摧毀。從最初發現IS成員自拍照起，到戰機轟掉IS總部，中間只相隔了22小時。
- 6月25日，敘利亞接壤土耳其的邊境小鎮科巴尼發生連環炸彈襲擊，最少十五人死亡，數十人受傷。有人權組織指襲擊是伊斯蘭國策動。
- 6月25日，伊斯蘭國發放最新片段，對伊拉克間諜施以酷刑，包括水刑、火箭炮轟炸及炸藥頸圈，虐殺三批囚犯。此外，IS一名自知染上愛滋病的IS武裝分子印尼籍聖戰分子往捐血，導致至少4人感染病毒。伊斯蘭國高層得知事件後，以「自願捐血傷害其他聖戰士」的罪名，將該名聖戰士斬首洩憤，並即時徹查所有可能感染者，結果發現至少兩名沙特聖戰士因性侵染病性奴而染上愛滋，至少一名IS高層亦有參與性侵染病。[77]
- 6月26日，法國有高舉伊斯蘭旗幟的武裝分子闖入東南部城市格勒諾布爾一間美資工廠後引爆炸彈，其後現場發現一具被斬首的屍體。事件造成一死多傷，警方先後拘捕兩名疑犯及其家人共四人。其中一名35歲疑犯聲稱自己屬於伊斯蘭國。疑犯受聘於死者公司的貨車司機，因懷疑受極端思想影響，2006年被列入監察名單，但兩年後除名。[78]
- 6月26日，北非突尼斯東部旅遊城市蘇塞有酒店被槍手闖入亂槍掃射，至少39死、36傷，大部分是外國遊客，槍手被擊斃。槍手最先在酒店附近的沙灘假扮泳客，把槍隱藏在太陽傘，走到沙灘後突然亂槍掃射，不少泳客受傷。伊斯蘭國承認責任。[79]
- 7月20日，土耳其尚勒烏爾法省蘇魯奇鎮的「阿瑪拉文化中心」發生一宗爆炸案，至少32死，104傷。
- 9月9日，伊斯蘭國聲稱已绑架一名中國大陸和挪威人質，並公開「出售」他們；挪威政府證實一名國民被綁架，但未有透露身份。[80][81]
- 9月30日，俄羅斯國會上院聯邦院一致投票通過，授權總統普丁出兵敘利亞。此舉動被視為對伊斯蘭國的宣戰。[82]
- 10月1日，俄新社聲稱，俄羅斯軍隊摧毁伊斯蘭國在敘利亞主要基地。[83]
- 10月31日，科加雷姆航空9268號班機於埃及西奈半島上空爆炸，機上217名乘客和7名機組人員全部遇難，伊斯蘭國宣稱對事件負責。[84]
- 11月12日，黎巴嫩首都貝魯特發生連環自殺炸彈攻擊事件，至少43死，近240傷。伊斯蘭國宣稱聲稱策畫攻擊事件。[85]
- 11月13日，伊斯蘭國證實，惡名昭彰的聖戰士約翰已經在拉卡被美軍無人機炸死。[86]
- 11月13日，法國巴黎發生槍擊案及爆炸事件，至少132死和352傷，伊斯蘭國宣稱對事件負責。法國隨即宣佈進入緊急狀態，關閉邊境。[87]
- 11月15日，法國宣佈派出10架戰機，大規模空襲反擊伊斯蘭國在敘利亞的大本營拉卡市[88]，并确认将派唯一核动力航母“戴高乐號”赴波斯湾对抗伊斯蘭國。[89]
- 11月18日，伊斯兰国承认他们已经绑架了两名外国公民樊京辉（中国籍）和奥勒·约翰·格里姆斯高-奥夫斯塔（挪威籍），后将两人杀害。事后，中华人民共和国外交部发表声明，确认樊京辉被伊斯兰国绑架并杀害，向遇害者表示哀悼[90]。国家主席习近平和国务院总理李克强表示强烈谴责[91][92]。在伊斯兰国杀害了挪威籍人质后，挪威首相埃尔娜·索尔伯格表示強烈的譴責和哀悼之意，并表示这次杀人事件是“冷血謀殺”。挪威首相亦表示，挪威政府強力譴責謀殺挪威人民的行為，是“卑劣而野蠻的行徑”[93]。

### 2016年
- 3月22日，伊斯兰国承认於比利时首都布鲁塞尔机场及市中心一个地铁站發動连环爆炸恐袭，造成大量伤亡的责任。
- 3月25日，美國國防部長卡特表示，美軍於上月成功擊斃伊斯蘭國第二號人物卡杜利[94]。同日伊斯蘭國承認於伊拉克伊斯坎德里耶一個足球場發動自殺式炸彈襲擊，造成至少29死60傷[95]。
- 3月27日，敘利亞政府軍在俄軍空襲支援下收復古城巴尔米拉，約400名伊斯蘭國恐怖分子和約180名敘軍和親政府武裝人員在巴尔米拉之戰喪生[96]。
- 4月2日，敘利亞政府軍在俄軍空襲支援下奪回中部城市蓋爾亞廷的控制權[97]。
- 6月10日，敘利亞民主力量完成對曼比季的包圍，切斷敘利亞伊斯蘭國佔領區與土耳其之間的主要補給線。[98]
- 6月12日，美國奧蘭多發生槍擊案，50死53傷，事後伊斯蘭國宣稱對此事負責。[99]
- 6月23日至26日，阿富汗安全部隊在楠格哈尔省考特地區的戰鬥中殺死至少135名當地伊斯蘭國武裝分子，安全部隊有至少12人陣亡。[100]
- 6月26日，伊拉克政府軍完全收復費盧杰，行動中至少有1,800名伊斯蘭國武裝分子陣亡。[101]
- 7月14日，法國尼斯發生襲擊，87死306傷，事後伊斯蘭國宣稱對此事負責。[102]
- 8月30日，伊斯蘭國證實，第二號人物阿布·穆罕默德·阿德納尼於敘利亞阿勒頗被殺。[103]
- 12月19日，德國柏林發生襲擊，12死48傷，事後伊斯蘭國宣稱對此事負責。[104]

### 2017年
- 3月22日，英國倫敦發生襲擊，6死49傷，事後伊斯蘭國宣稱對此事負責。[105]
- 4月9日，埃及亞歷山大及坦塔分别發生爆炸，45死126傷，事後伊斯蘭國宣稱對此事負責。[106]
- 4月20日，法國巴黎發生槍擊案，2死3傷，事後伊斯蘭國宣稱對此事負責。[107]
- 5月12日，巴基斯坦俾路支省發生炸彈襲擊，28死40傷，事後伊斯蘭國宣稱對此事負責。[108]
- 5月22日，英國曼徹斯特發生爆炸，22死59傷，事後伊斯蘭國宣稱對此事負責。[109]
- 5月31日，阿富汗首都喀布爾外國使館發生連爆事故，80死360傷，事後伊斯蘭國宣稱對此事負責。
- 6月2日，菲律賓首都馬尼拉度假村賭場襲擊事件，37死（包括4名台灣人），54傷，事後伊斯蘭國宣稱對此事負責。
- 6月3日，英国首都伦敦伦敦桥附近发生恐怖袭击，7死50傷，事后伊斯兰国宣称对此事负责。[110][111]
- 6月9日，伊斯兰国声称已杀害1男1女两名中国公民—被害者在巴基斯坦西南部俾路支省首府奎达真纳镇担任私校教师期间遭持枪武装分子绑架[112]，中国政府正在核实[113]。
- 7月9日，伊拉克總理阿巴迪宣布摩蘇爾從伊斯蘭國統治下得到解放。
- 9月2日，伊拉克軍方宣稱在收復泰勒阿費爾的戰事中總共消滅超過2000名伊斯蘭國武裝分子[114]。
- 10月1日，一個在美國内华达州天堂市賭城大道的「91號公路豐收」（Route 91 Harvest）露天鄉村音樂節發生大規模槍擊事件。至少59死、527傷，是美国历史上最严重的枪击案。恐怖组织伊斯兰国宣布对此事件负责，并称枪手在数月前“已改信伊斯兰教”。但美国当局表示目前没有证据表明有恐怖分子参与，疑為「孤狼」犯案。
- 10月31日，美國紐約曼哈頓卡車撞人與槍擊事件，8死15傷，事後伊斯蘭國宣稱對此事負責。
- 11月3日，敍利亞政府宣佈在俄軍空襲掩護及黎巴嫩真主黨幫助下，成功收復「伊斯蘭國」在敍利亞最後一個位於東部代爾祖爾（Deir al-Zour）的據點。
- 11月24日，埃及清真寺爆炸案與槍擊事件，235死109傷，事後伊斯蘭國宣稱對此事負責。
- 12月9日，伊拉克總理阿巴迪（Haider al-Abadi）宣佈，伊拉克政府軍已把極端組織「伊斯蘭國」的殘黨逐出該國，完全收復國土，結束3年戰事。為慶祝勝利，伊拉克將每年12月10日定為公眾假期。

### 2018年
- 1月15日，伊拉克巴格达塔拉扬广场发生两起自杀式爆炸事件（英语：January 15, 2018 Baghdad bombings），38人死亡，105人受伤，伊斯兰国宣布负责[115]。
- 1月24日，阿富汗贾拉拉巴德的救助儿童会办公室遭到伊斯兰国呼罗珊省武装人员袭击，6人死亡，27人受伤。伊斯兰国宣布负责[116]。
- 2月18日，俄罗斯联邦达吉斯坦共和国基兹利亚尔的一座东正教教堂遭到22岁男子持匕首及猎枪袭击，5名女性死亡，多人受伤。伊斯兰国宣布负责[117]。
- 3月23日，26岁的摩洛哥移民Redouane Lakdim在法国南部小镇卡尔卡松杀害一名摩托车驾驶员及他的乘客，之后将车辆偷走，袭击了四名警察，弄伤一名。随后Lakdim驱车前往附近的特雷布，突袭了一家Super U超市，将超市内人员胁持为人质，最终造成两名平民和一名宪兵死亡，另有数人受伤，Lakdim被当场击毙。Lakdim宣誓效忠伊斯兰国[118]。
- 4月14日，伊拉克萨拉赫丁省希尔卡特县（英语：Al-Shirqat District）Asdira村一场逊尼派穆斯林部落战士的葬礼遭遇自杀式炸弹袭击，25人死亡，18人受伤[119][120][121]。
- 4月22日，阿富汗喀布尔Dashte Barchi区Koche Mahtab Qala的一处选民登记中心遭遇自杀式炸弹袭击，69人死亡，120人受伤[122][123]。
- 4月30日，阿富汗喀布尔发生两起自杀式炸弹袭击，至少29人死亡，50人受伤，死者包括多名在现场报道的记者[124][125][126]。
- 5月2日，利比亚的黎波里国家高级选举委员会办公室遭遇自杀式炸弹袭击，至少16人死亡，20人受伤，办公室所在大楼着火[127][128]。
- 5月12日，一名男子在法国巴黎持刀袭击路人，造成2人死亡，8人受伤，凶手被警方打伤[129]。
- 5月13日，印尼泗水三座教堂发生连环爆炸案，至少28人死亡，57人受伤，死者包括凶手。
- 5月29日，比利时列日发生袭击事件（英语：2018 Liège attack），一名临时离开监狱外出的囚犯刺伤了两名女警察，夺走她们的配枪，将她们打死，之后又开枪杀害了一名平民，随后自杀。伊斯兰国宣布负责[130][131]。
- 7月1日，阿富汗贾拉拉巴德发生自杀式爆炸袭击，20人死亡，20人受伤，死者主要是主要是锡克教徒和印度教徒。伊斯兰国宣布负责[132]。
- 7月13日，巴基斯坦默斯东和本努的俾路支人民党竞选造势大会现场发生自杀式爆炸袭击，共造成149人死亡，186人受伤。伊斯兰国宣布负责[133]。
- 7月23日，阿富汗喀布尔国际机场发生自杀式炸弹袭击，当时大批民众在欢迎流亡海外的阿富汗副总统阿卜杜勒·拉希德·杜斯塔姆回国后离去。事件造成至少23人死亡，107人受伤。伊斯兰国宣布负责[134]。
- 7月25日，时值2018年巴基斯坦大選投票日，奎达一处投票站外发生自杀式爆炸袭击，31人死亡，35人受伤。伊斯兰国宣布负责[135][136][137]。
- 7月25日，叙利亚苏韦达发生连环恐怖袭击，至少246人死亡，200人受伤。伊斯兰国宣布负责[138][139]。
- 7月31日，四名骑自行车穿越塔吉克斯坦的自行车手遭杀害，其中2人为美国人。伊斯兰国宣布负责[140]。
- 8月3日，两名身着罩袍的武装分子进入阿富汗帕克蒂亚省加德兹镇的一座什叶派清真寺并开枪。其中一名袭击者引爆身上的炸弹，另一名则被保安开枪打死。袭击造成39人死亡、至少80人受伤[141][142]。
- 8月15日，阿富汗喀布尔的什叶派穆斯林聚居区发生自杀式炸弹袭击，48人死亡，67人受伤，死者包括34名学生[143][144]。伊斯兰国宣布负责[145]。
- 9月22日，伊朗胡齐斯坦省首府阿瓦士的一场阅兵式遭遇袭击，30人死亡，70人受伤，死者包括伊斯兰革命卫队的士兵及路过群众[146][147][148]。伊斯兰国宣布负责，同时公布了一则疑似袭击者在讨论袭击事件的视频[149]。
- 11月2日，埃及明亞一辆巴士遭到多名武装人员攻击，7人死亡，14人受伤，伊斯兰国宣布负责[150][151][152]。
- 11月9日，两名索马里男子在澳大利亚墨尔本持刀伤人（英语：2018 Melbourne stabbing attack），1人死亡，2人受伤。袭击者被警方打伤后送往医院。伊斯兰国宣布负责[153]。
- 12月11日，法国斯特拉斯堡发生恐怖袭击，一名持左轮手枪的男子朝圣诞市场的人流开火，造成5人死亡，11人受伤。枪手乘坐出租车逃离，两天后被警方击毙。伊斯兰国宣布负责[154]。
- 12月31日，俄罗斯马格尼托哥尔斯克一栋公寓楼发生爆炸后倒塌，数十人死亡。事发第二天，一辆公共汽车起火，造成三人死亡。伊斯兰国宣布负责，但俄罗斯政府认为公寓楼爆炸事件很可能由煤气泄漏引起，而非“伊斯兰国”组织策划[155][156]。

### 2019年
- 1月27日，菲律宾民答那峨穆斯林自治區苏禄省首府霍洛的加爾默耳山聖母主教座堂（英语：Our Lady of Mount Carmel Cathedral, Jolo）遭遇爆炸袭击，22人死亡，102人受伤。伊斯兰国附属组织阿布沙耶夫策划了袭击[157]。
- 4月12日，巴基斯坦俾路支省首府奎达的哈扎尔甘吉蔬菜市场遭遇爆炸袭击（英语：2019 Quetta bombing），至少22人死亡、48人受伤，羌城軍和伊斯兰国宣布负责[158]。
- 4月21日，斯里兰卡多地发生爆炸袭击，包括高達希拉（英语：Kotahena）聖安多尼国家朝圣地教堂（英语：St. Anthony's Shrine, Kochchikade）、巴提卡洛阿錫安教堂（英语：Zion Church, Batticaloa）及聖巴斯弟盎教堂（英语：St. Sebastian's Church, Negombo）三座教堂，以及香格里拉酒店（英语：Shangri-La_Hotel,_Colombo）、肉桂大酒店（英语：Cinnamon Grand Hotel）及金斯伯里酒店（英语：The Kingsbury Hotel）三座酒店，流畅袭击造成253人死亡，包括45名儿童及38名外国公民。午后，代希瓦勒（英语：Dehiwala）的熱帶酒店（英语：Tropical Inn）接待處发生爆炸，2人死亡；德瑪塔戈達（英语：Dematagoda）馬哈維拉·鄔迪亞那路（Mahavila Udyana Road）的住宅區再发生爆炸案，7人死亡，包括3名警察[159]。伊斯兰国宣布为上述事件负责。当地最大的伊斯兰极端组织國家一神教團也被认为是幕后主脑[160]。
- 4月27日，斯里兰卡安全部队在突袭國家一神教團武装分子的藏身点时，与武装分子交火，其中三名武装人员发动自杀式炸弹袭击，造成16人死亡，其中包括6名儿童[161][162][163]。
- 8月17日，阿富汗喀布尔的一场婚礼发生自杀式炸弹袭击，至少92人死亡，140人受伤[164][165]。伊斯兰国宣布负责[166]。
- 8月24日，伊拉克基爾庫克北部的Daquq村的一座足球场遭到伊斯兰国武装人员迫击炮袭击，6人死亡，10人受伤，死者包括5名年轻人和1名警察[167][168][169]。
- 11月6日，塔吉克斯坦鲁达基村（英语：Rudaki, Tajikistan）的一座边境检查站发生袭击，造成1名塔吉克边防人员和一名警察死亡。在随后的交火中，15名伊斯兰国武装分子被打死，五人被捕[170][171]。
- 12月27日，阿马克新闻社发布一段视频，显示尼日利亚有11名基督徒遭到伊斯兰国西非省武装分子杀害，以报复美军10月份突袭杀害伊斯兰国领导人阿布·贝克尔·巴格达迪[172]。

### 2020年
- 1月9日，尼日尔蒂拉贝里大区菲林蓋省奇内戈德拉一座军事基地爆发激战，89名尼日尔武装部队（英语：Niger Armed Forces）士兵及77名伊斯兰国武装人员死亡[173][174]。伊斯兰国大撒哈拉分部（英语：Islamic State in the Greater Sahara）宣布负责[175]。
- 2月2日，英国伦敦斯特雷特姆发生持刀伤人案，1人死亡，3人受轻伤[176]。凶手Sudesh Amman被警方到场击毙，他此前曾宣称效忠伊斯兰国[177]。
- 3月6日，伊斯兰国袭击（英语：6 March 2020 Kabul shooting）喀布尔的一个典礼，32人死亡，80多人受伤[178][179]。伊斯兰国宣布负责[180]。
- 3月25日，伊斯兰国袭击了阿富汗喀布尔的一处谒师所，25人死亡，8人受伤。
- 5月12日，阿富汗喀布尔Dashte Barchi一家医院的产房遭三名枪手袭击，24人死亡，死者包括新生儿、新生儿母亲及护士，三人随后被军方击毙。一个小时后，楠格哈尔省下库纳尔县（英语：Kuz Kunar District）一场警方指挥官葬礼遭遇自杀式炸弹袭击，造成32人死亡，133人受伤[181]。意见认为伊斯兰国制造了医院枪击案，但阿富汗政府指责塔利班制造事件。伊斯兰国宣布为下库纳尔县枪击案负责[182][183]。
- 8月3日，阿富汗贾拉拉巴德一座监狱遭遇伊斯兰国武装分子袭击，至少29人死亡[184][185]。伊斯兰国宣布负责[186]。
- 8月24日，伊斯兰国东亚省的武装人员在菲律宾蘇祿省霍洛发动两起炸弹袭击，造成14人死亡，80人受伤[187]。第一起袭击在菲律賓陸軍执行COVID-19人道主义工作时发生[188]，第二起袭击在迦密山圣母大教堂（英语：Our Lady of Mount Carmel Cathedral, Jolo）附近发生[189]。
- 2020年11月2日，奥地利维也纳城市会堂发生恐怖袭击，造成包括枪手在内的4人死亡，22人受伤[190]。袭击者宣誓效忠伊斯兰国[191][192]。
- 2020年11月2日，阿富汗喀布尔大学遭遇恐怖袭击，造成32人死亡、50人受伤，两名枪手被阿富汗安全部当场击毙[193]。伊斯兰国呼罗珊省分部声称对这次袭击负责。[194][195]
- 12月30日，叙利亚政府军车队在返回代尔祖尔哨所的过程中，途径伊斯兰国圣战份子设置的假检查站，结果中埋伏，40人死亡[196][197]。

### 2021年
- 1月3日，多名在巴基斯坦俾路支省Machh一座煤矿工作的工人被伊斯兰国武装人员绑架，其中11人遇害，现场有尸体残肢[198][199][200][201][202]。
- 1月21日，伊斯兰国在伊拉克巴格达塔亚兰广场的布匹市场发动针对什叶派穆斯林的爆炸袭击，32人死亡、110人受伤[203][204][205]。
- 3月3日，阿富汗楠格哈尔省賈拉拉巴德有三名女性媒体工作者被开枪打死，另有一人受伤。伊斯兰国呼罗珊省宣布负责[206]。
- 3月4日，阿富汗楠格哈尔省賈拉拉巴德有一辆黄包车发生爆炸，造成一名女医生和一名儿童死亡。同日，7名在楠格哈尔省苏尔赫罗德县（英语：Surkh-Rōd District）一座由哈扎拉人开办的石膏厂工作的工人被伊斯兰国武装人员开枪打死。当局怀疑伊斯兰国呼罗珊省策划了袭击[207]。
- 5月8日，阿富汗喀布尔的哈扎拉人聚居区Dashte Barchi的Sayed al-Shuhada学校发生自杀式炸弹袭击，至少85人死亡，147人受伤，受害者为11岁至15岁的女童。塔利班政府认为伊斯兰国呼罗珊省策划了案件[208]。
- 7月19日，一名伊斯兰国武装分子在巴格达萨德尔城发动自杀式炸弹袭击，至少30人死亡，50人受伤，部分店铺受损。案发当天时值古尔邦节前日[209][210]。
- 8月26日，阿富汗喀布尔国际机场修道院门附近发生自杀式袭击，现场出现两次爆炸[211][212][213][214]。事件造成至少183人死亡，200人受伤，死者包括13名正在撤离的美军士兵[215]。伊斯兰国宣布为事件负责[216]。
- 9月3日，一名伊斯兰国支持者在新西兰奥克兰一间Countdown超级市场持刀伤人，造成1人死亡、6人受伤，袭击者随后被警方击毙[217]。
- 9月18日，楠格哈尔省賈拉拉巴德发生四起爆炸，至少7人死亡，30人受伤[218]。伊斯兰国宣布负责[219]。
- 10月8日，伊斯兰国逊尼派极端分子在阿富汗昆都士一间什叶派清真寺制造自杀式炸弹袭击，至少50人死亡，100人受伤[220][221]。
- 10月15日，伊斯兰国逊尼派极端分子在阿富汗坎大哈一间什叶派清真寺制造自杀式炸弹袭击，至少65人死亡，70人受伤[222][223]。

### 2022年
- 3月4日，巴基斯坦开伯尔-普什图省首府白沙瓦一座什叶派在清真寺遭到伊斯兰国呼罗珊省袭击，63人死亡，196人受伤。
- 3月22日，一名阿拉伯裔以色列人在以色列贝尔谢巴持刀伤人，4人死亡，2人受伤。
- 3月27日，两名隶属于伊斯兰国的阿拉伯裔以色列人在以色列哈代拉枪击以色列边境警察，2人死亡，12人受伤。
- 4月21日，阿富汗马扎里沙里夫一座什叶派清真寺发生爆炸（英语：2022 Mazar-i-Sharif mosque bombing），31人死亡，87人受伤。
- 4月29日，阿富汗喀布尔哈里法阿加古尔詹（Khalifa Aga Gul Jan）清真寺遭遇炸弹袭击，50人死亡，30人受伤，伊斯兰国宣布负责[224][225][226][227]。
- 7月1日，伊斯兰国武装分子在贝宁Alfa Kawoura镇附近伏击贝宁政府军，4名士兵遇害[228]。
- 8月3日，伊斯兰国武装分子在阿富汗喀布尔的一个藏身处与塔利班警察交战，2名警察与3名武装分子被打死，4人受伤[229]。
- 8月5日，阿富汗喀布尔的一座什叶派清真寺发生爆炸，8人死亡、18人受伤，炸弹藏在清真寺附近的一辆手推车内。伊斯兰国宣布负责[230]。
- 9月30日，阿富汗喀布尔哈扎拉人社区Dashte Barchi的Kaaj教育中心发生自杀式炸弹袭击，52人死亡，110人受伤[231]。
- 10月20日，多名伊斯兰国武装人员在莫桑比克的印资红宝石矿发动袭击[232]。
- 10月26日，伊朗法尔斯省设拉子的灯王之墓发生大屠杀，3名伊斯兰国武装人员在现场发动袭击，至少15人死亡，40人受伤[233]。
- 11月13日，土耳其首都伊斯坦布尔贝伊奥卢区独立大街发生自杀式爆炸袭击，6人死亡，81人受伤[234]。
- 12月12日，3名伊斯兰国武装份子袭击了喀布尔中资酒店桂圆酒店，造成袭击者在内的6人死亡，18人受伤[235]。
- 12月26日，叙利亚拉卡一座敘利亞民主力量安全中心遭遇伊斯兰国自杀式炸弹袭击，7人死亡[236][237]。

### 2023年
- 1月1日，喀布尔国际机场军用部分入口处遭遇自杀式炸弹袭击（英语：2023 Kabul airport bombing），造成20人死亡，30人受伤，伊斯兰国宣布负责[238]。
- 1月11日，位于喀布尔的塔利班政权外交部遭遇自杀式炸弹袭击（英语：Ministry of Foreign Affairs of Afghanistan bombing），包括凶手在内20人死亡，伊斯兰国宣布负责。事发时中国代表团到访外交部[239]。
- 1月16日，伊斯兰国分支组织炸毁了五旬节教会，17人死亡、39人受伤[240][241]。
- 3月23日，伊斯兰国武装分子袭击了一组正在巡逻的布基纳法索士兵，15人死亡[242]。
- 4月8日，伊斯兰国中非省（英语：Islamic State - Central Africa Province）袭击了刚果民主共和国北基伍省的恩布拉村，造成21人死亡、30人受伤[243][244]。
- 4月16日，伊斯兰国在叙利亚首都大马士革附近发动袭击，造成10名武装人员及16名平民死亡[245]。
- 7月30日，伊斯兰国武装人员对在巴基斯坦开伯尔-普什图省巴焦尔特区卡尔镇（英语：Khar, Bajaur）举行的伊斯兰神学者协会（英语：Jamiat Ulema-e-Islam (F)）集会发动自杀式炸弹袭击，至少63人死亡，200人受伤[246]。
- 10月13日，阿富汗巴格蘭一座什叶派清真寺遭到伊斯兰国自杀式炸弹袭击，7人死亡、17人受伤[247]。
- 10月13日，一名宣誓效忠伊斯兰国的人士对其在法国阿拉斯的母校发动持刀袭击（英语：Arras school stabbing），造成一名教师死亡、3人受伤[248][249]。
- 10月16日，一名宣誓效忠伊斯兰国的人士在布鲁塞尔发动恐怖袭击，造成2名瑞典国民死亡、1人受伤，嫌犯被当场击毙[250][251]。
- 12月3日，菲律宾马拉维棉兰老岛国立大学（英语：Mindanao State University–Iligan Institute of Technology）的一场罗马天主教弥撒活动遭遇爆炸袭击（英语：Mindanao State University bombing），至少4人死亡、72人受伤，伊斯兰国宣布负责[252]。当地隶属于伊斯兰国的分支组织毛特组织疑似涉案[253]。
- 12月19日，乌干达卡姆文蓋區基亚班达拉教区（英语：Kyabandara）遭遇效忠于伊斯兰国的民主同盟军武装人员袭击，5人死亡[254]。

### 2024年
- 1月4日，伊朗克尔曼一场纪念卡西姆·苏莱曼尼遭遇美军空袭身亡四周年的活动发生自杀式炸弹袭击，至少211人死亡、171人受伤，是伊朗革命以来死伤最惨重的一起恐怖袭击[255][256]。事發翌日，伊斯蘭國在組織的Telegram頻道發表聲明，稱其兩名成員在集會現場“啟動了爆炸腰帶”。[257]
- 1月28日，两名枪手进入土耳其伊斯坦布尔圣玛丽亚教堂（英语：Church of Santa Maria, Istanbul）开枪杀死一人，随后离开。伊斯兰国宣布负责。[258]
- 3月3日，瑞士苏黎世一名15岁男孩持刀刺伤一名50岁的犹太男子，凶手在袭击前宣誓效忠伊斯兰国。[259][260]
- 3月22日，俄罗斯莫斯科州克拉斯诺戈尔斯克番红花市政厅发生群体枪击案和爆炸事件，至少62人死亡，145人受伤。伊斯兰国呼罗珊省宣布负责。[261][262]
- 8月23日，四名囚犯在俄羅斯南部伏爾加格勒州蘇羅維基諾的伏爾加格勒州第十九勞教所發動襲擊[263]，其襲擊勞教所警衛並劫持人質[264]。這些劫持者據悉與伊斯蘭國有關[265]。他們聲稱，此行動是為2024年3月番紅花城市大廳襲擊中被拘捕的嫌犯而進行報復。

## 衍生事件
在得知屠杀什葉派的消息后，伊拉克境内的什叶派随即展开报复活动。
- 2014年7月30日，什葉派民兵枪毙了15名逊尼派，然后把尸体悬挂在巴格达东北部一个城镇广场的电线杆上。
- 8月22日，什叶派民兵又闯入一座遜尼派清真寺杀死30名遜尼派信徒。
- 10月14日，什叶派民兵绑架并杀害数十名遜尼派信徒，國際特赦組織宣称什叶民兵的行为，受到什叶派领导的伊拉克政府暗中支持。这是根据对受害者家属和生还者的访问而得，他们都指控伊拉克四大什叶派民兵，包括正义联盟（Asaib Ahl al-Haq）、巴德尔旅（Badr Brigades）、救世主军（Mahdi Army）、以及长枪真主党（Ketaeb Hizbollah），是伊拉克境内许多逊尼派民众被绑架、暗杀事件的幕后元凶。

同时叙利亚反对派之间矛盾也被激化，2014年10月28日起在叛军控制的伊德利卜省，蓋達组织的分支努斯拉阵线联合伊斯兰阵线向军阀贾马尔控制的叙利亚革命阵线发起进攻，夺取了叛军叙利亚革命阵线控制的7个村镇，有100多名革命阵线士兵叛逃加入了努斯拉阵线，在马奴特纽曼攻占了革命阵线在当地的总部。叙利亚革命阵线则向努斯拉阵线控制的AL-Barah镇发起炮轰，几天后革命阵线被努斯拉阵线击溃，大量武器被掠（包括陶式导弹）。反对派中支持自由军的“深水旅”的多名亲属被努斯拉阵线逮捕，一些指挥官被暗杀。而劲旅“叙利亚之鹰”指挥官也被努斯拉阵线逮捕，称其为“叛军”。